# Aldo Buzzi
Aldo Buzzi (* 10. August 1910 in Como; † 9. Oktober 2009 in Mailand) war ein italienischer Autor und Drehbuchautor.

## Leben
Buzzi schloss 1938 die Architekturschule in Mailand ab; er wandte sich jedoch schnell der Autorenschaft zu; neben Beiträgen zu seinem Hauptberuf beschäftigte er sich zunächst vor allem mit Reisen und der Gastronomie. Ab 1943 war er als Szenen- und Drehbuchautor sowie als Drehbuchautor für zahlreiche Filme tätig; mit Regisseur Alberto Lattuada arbeitete er zwanzig Jahre lang zusammen. Im Jahr 1955 fertigte er zusammen mit Federico Patellani seinen einzigen Film als Regisseur, den Dokumentarfilm America pagana.
In den 1960er Jahren war Buzzi vor allem als Autor für zahlreiche Zeitschriften und als Herausgeber und Redakteur tätig. Verschiedene Publikationen erschienen fortan unter seinem Namen. 2002 erhielt er für seine Erzählungen den Premio Arturo Loria.

## Filmografie (Auswahl)
- 1943: Giacomo l'idealista (Drehbuch)
- 1955: America pagana (Ko-Regie, Dokumentarfilm)
- 1961: La steppa (künstlerische Mitarbeit)

## Bibliografie
- 1944: Taccuino dell'aiuto-regista (Hoepli, 1944)
- 1972: Quando la pantera rugge (All'insegna del Pesce d'Oro)
- 1974: Piccolo diario americano (All'insegna del Pesce d'Oro)
- 1979: L'uovo alla kok (Adelphi, 1979)
- 1984: Andata & ritorno (All'insegna del Pesce d'Oro)
- 1987: Viaggio in Terra delle mosche e altri viaggi (Scheiwiller)
- 1991: Cechov a Sondrio. Appunti sulla Russia (Scheiwiller); dt 2006: Tschechow und Sondrio
- 1994: Cechov a Sondrio e altri viaggi (Mondadori)
- 1995: Stecchini da denti. Appunti di vita, di gastronomia, di viaggio (Mondadori)
- 2000: La lattuga di Boston. Diario di un attimo (Ponte alle Grazie)
- 2001: Riflessi e ombre, con Saul Steinberg (Adelphi)
- 2002: Lettere a Aldo Buzzi 1945-1999, (Hrsg.: Saul Steinberg (Adelphi))
- 2006: Un debole per quasi tutto (Ponte alle Grazie)
- 2006: Parliamo d'altro (Ponte alle Grazie)
- 2006: Man nehme, so man hat: Von Küchen und Köchen, Genießern und Banausen (Epoca)